# Turda

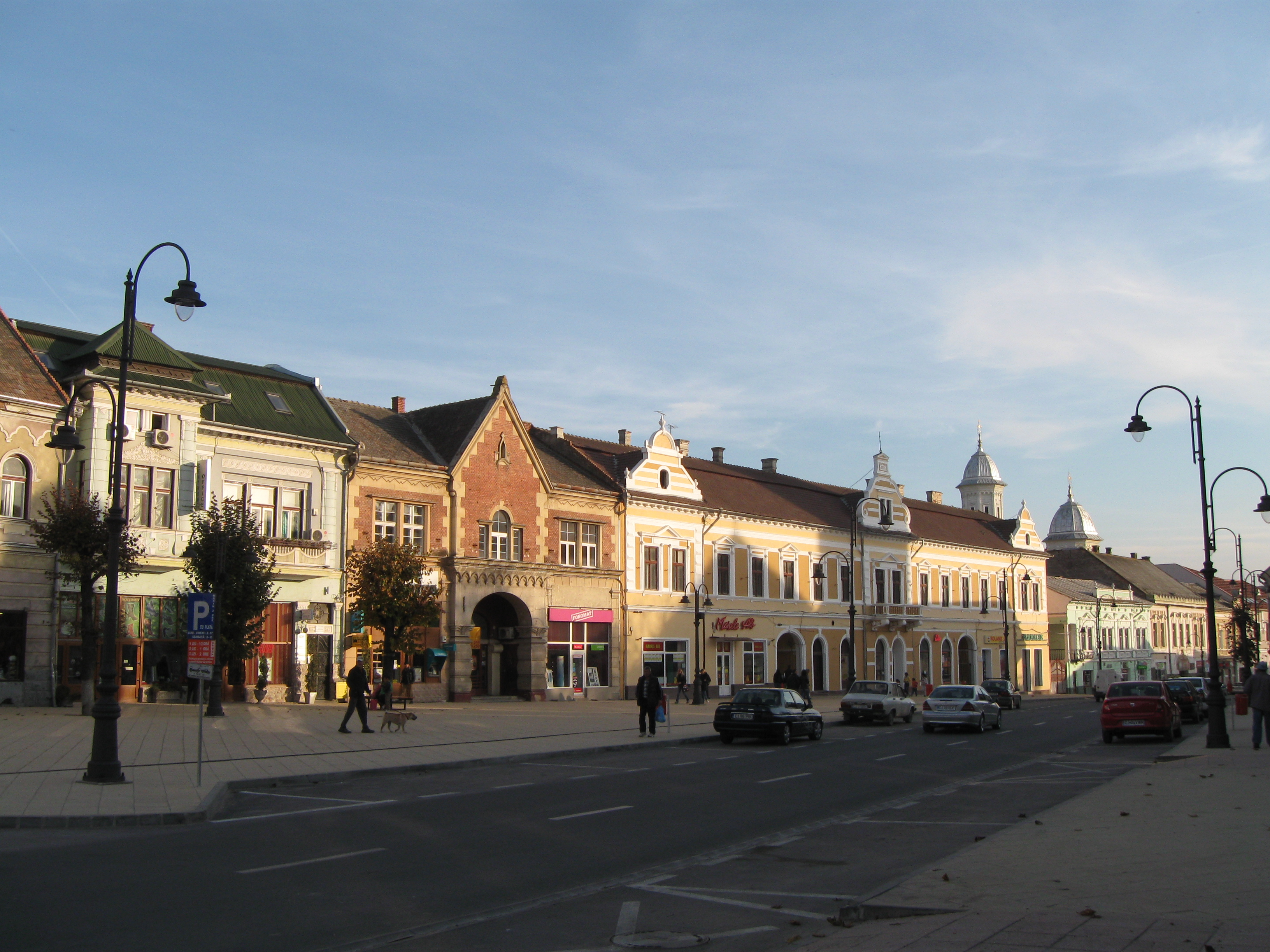
Centralna część miasta

Turda (węg. Torda, niem. Thorenburg) – miasto w środkowej Rumunii, w Siedmiogrodzie, w okręgu Kluż, nad rzeką Arieș (dopływ Maruszy). Liczy około 55,8 tys. mieszkańców. Znane jest z dekretu z Turdy Ludwika Węgierskiego z 1366. Jest tu rozwinięty przemysł chemiczny, szklarski, porcelanowy, elektromaszynowy. Jest to uzdrowisko ze źródłami mineralnymi.
W mieście jako atrakcja turystyczna funkcjonuje kopalnia soli.

## Miasta partnerskie
- Angoulême, Francja

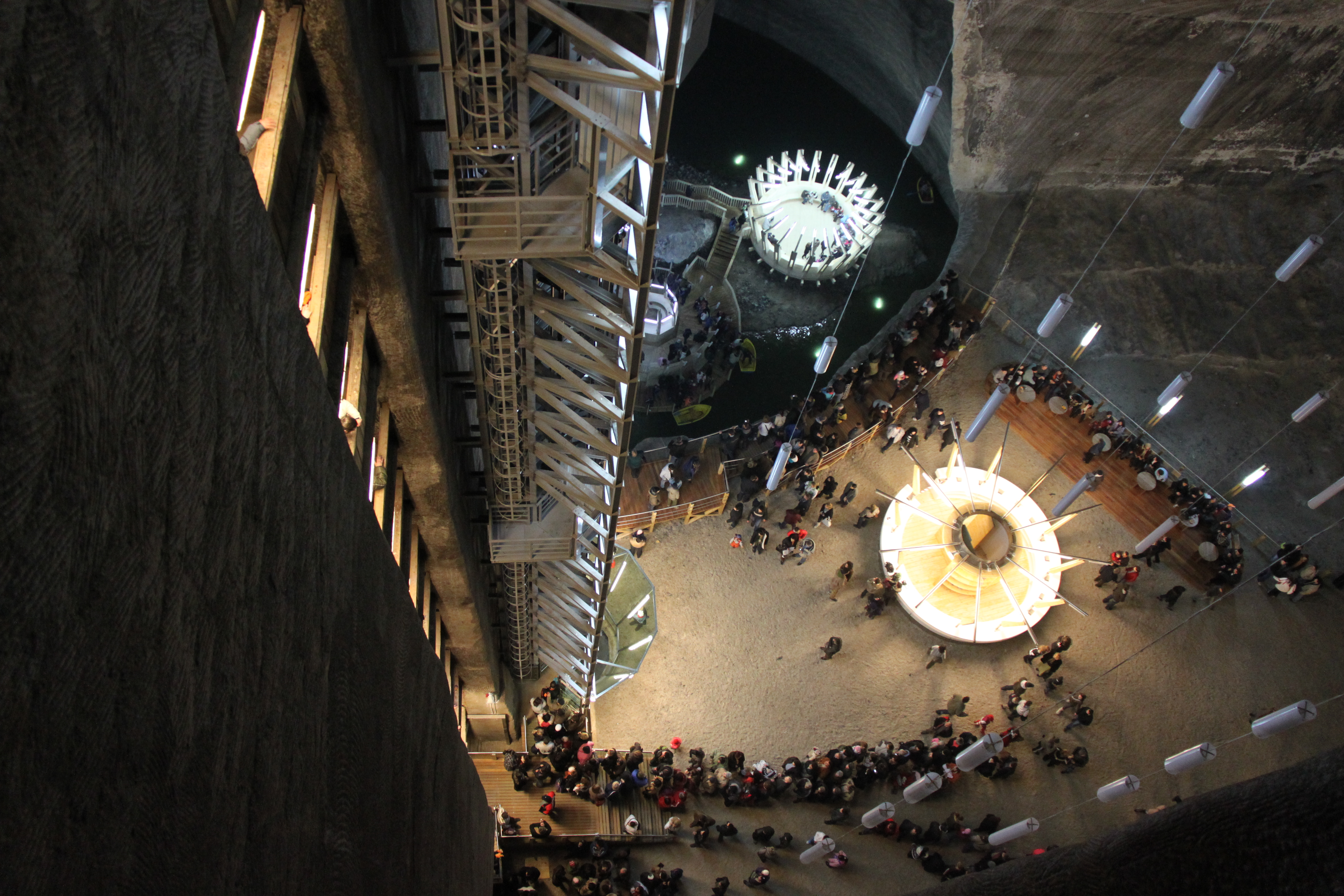
Kopalnia soli

- Santa Susanna, Hiszpania
- Torda, Serbia
- Lębork, Polska.
- Szydłowiec, Polska.